# Claude Luezior
Claude Luezior, né Claude-André Dessibourg le 25 novembre 1953 à Berne, est un écrivain suisse.

## Biographie
Claude Luezior est le nom de plume de Claude-André Dessibourg, médecin spécialiste en neurologie et ancien professeur aux facultés des lettres et de médecine de l'université de Fribourg. Il a étudié à Berne, Fribourg, Genève, Lausanne, Rochester (Minnesota) et Boston. Sa carrière littéraire se déroule parallèlement à son activité médicale. Son œuvre compte une cinquantaine de titres publiés, dont des romans, nouvelles, poèmes, proses poétiques, livres d'art et essais. Il collabore à une dizaine de revues et sites littéraires, dont Traversées pour une série de recensions.
Il a écrit les monographies de six livres avec des peintres et artistes contemporains tels Armand Niquille, dont il a écrit une biographie romancée, Jacques Biolley, Pavlina, ou Guy Breniaux. Un ouvrage poético-historique, Mystères de cathédrale, a été créé avec les photographies de Jacques Thévoz à propos de la cathédrale Saint-Nicolas de Fribourg. Plusieurs de ses textes figurent dans des anthologies et il écrit des articles, essais, éditoriaux ainsi que des préfaces. Certains de ses livres sont traduits en allemand (Impatiences), roumain (Monastères), grec (De l'oxydogravure à la mythologie des mots), italien (L'Orpailleur) et transcrits en braille (Monastères).
Cet écrivain suisse romand a reçu le Prix européen de l'Association des Écrivains de Langue Française (ADELF) -Ville de Paris au Sénat en 1995 ainsi qu'un prix de poésie de l'Académie française en 2001. Il a été nommé Chevalier de Ordre des Arts et des Lettres en 2002. En 2013, le prix Marie Noël dont un ancien lauréat est Léopold Sédar Senghor, lui a été remis par l'acteur Michel Galabru, ancien membre de la Comédie française.
Fasciné par le monde des idées et des mots, à la fois prosateur (Urbs), poète (Haute Couture) et homme de plume engagé (Nourrir les Colombes contre la guerre en Irak), Claude Luezior défend l’exclu (Monastères), l'enfance abusée (Secrets de famille), celui que le sort fragilise (Impatiences) ou ceux atteints de handicaps (Terre d'exils, Rebelles). Dans Rebelles, il ferraille contre les idées reçues à propos de la maladie d'Alzheimer. Sa plume cisèle un humanisme nouveau.
Avec Clames (une manière de slams), publié en 2017, il met l'accent sur la poésie orale. L’écriture se découvre à nous cadencée, rythmée, syncopée. Selon l'écrivain Michel Bénard, "Claude Luezior joue avec quelques subtilités de langage, sortes de jeux verbaux, sens, contresens, métaphores, mais le tout reposant toujours sur les fondations de la réflexion".

## Œuvres

### Romans
- Monastères, Buchet/Chastel, 1995
- Dites-moi la vérité (préface de l'hématologue et académicien Jean Bernard), Buchet/Chastel, 1996
- Terre d'exils, Buchet/Chastel, 1997
- Secrets de famille, Buchet/Chastel, 1999
- Rebelles, L'Hèbe, 2007
- Armand Niquille, artiste-peintre au cœur des cicatrices, L'Hèbe, 2015

### Nouvelles et histoires courtes
- Impatiences, Buchet/Chastel, 1995
- À pleines mains, Buchet/Chastel, 1996
- Venise et autres contes fantastiques, Buchet/Chastel / Cabédita, 2000
- Chemin de rêves, (préface de Laurent Bayart), A. et Cl. Maetz, 2000
- Urbs, L'Harmattan, 2007
- Une dernière brassée de lettres, tituli, 2016

### Pamphlet et proses poétiques
- Fruit de nos désirs, Buchet/Chastel, 1998
- Nourrir les colombes (pamphlet avec Laurent Bayart), L'Harmattan, 2004
- Aux écluses du destin, L'Harmattan, 2004
- Épître au silence, Encres Vives, 2011

### Poèmes et aphorismes
- Furtive, La Bartavelle, 1998
- Fragile, La Bartavelle, 1999
- Pour un tesson de lune, L'Harmattan, 2001
- Fluide, La Bartavelle, 2002
- L'orpailleur, L'Harmattan, 2002
- L'espace d'un regard, L'Harmattan, 2003
- Haute couture, L'Harmattan, 2006
- Mendiant d'utopie, L'Harmattan, 2009
- Prêtresse, L'Harmattan, 2009
- Soleil levant, L'Harmattan, 2009
- Vent debout, Encres vives, 2011
- Tisonner l'imaginaire, Encres Vives, 2011
- Quand se bousculent nos lèvres, Encres Vives, 2011
- Épurer le doute, L'Atlantique, 2011
- Flagrant délire, L'Atlantique, 2011
- À la dérive, L'Atlantique, 2011
- Fragment, L'Harmattan, 2015
- D'un seul geste, L'Harmattan, 2015
- La couleur d'un silence, L'Harmattan, 2015
- Ces douleurs mises à feu, Les Presses littéraires, 2015
- Clames, tituli, 2017
- Jusqu'à la cendre, Librairie Galerie Racine Paris, 2018

### Livres d'art
- Aux sources des légendes, monographie Jacques Biolley, éditions Wallâda, 1999
- De l'oxydogravure à la mythologie des mots, monographie Guy Breniaux, éditions Elix-Athènes, 2004
- La Bible des chats-moines, monographie Bruno Cortot, éditions Les Presses littéraires, 2006
- Armand Niquille, maître de lumière, en collaboration avec Jacques Biolley, éditions La Sarine, 2006
- Pavlina, 15 années bleu passion, éditions du Tricorne, 2009
- Hughes de la Taille : À l'écoute du regard, éditions Les Deux Rives, 2013 (avec N. Hardouin, M. Bénard et A. Comtour)
- Mystères de cathédrale (St-Nicolas de Fribourg), photos de Jacques Thévoz, éd. Bibliothèque cantonale et universitaire de Fribourg, 2016

### Contributions à des anthologies
- La Poésie Contemporaine 2000, Les Presses Littéraires (Dijon)
- Bouquet de Plumes, Éd. La Sarine, SFE (Fribourg)
- Dissidences 2002-2003, Coll. l'Aéro-Page (Dijon)
- La Poésie Contemporaine 2001, Coll. Florilège (Dijon)
- La Pléiade pictave, G. Claude St-Marc (Poitiers)
- Anthologie Pierre Béarn, 2005 (Paris)
- Anthologie de la Poésie Contemporaine Française, 2007 (Dijon)
- Fribourg la secrète, Société Fribourgeoise des Écrivains, Éd. La Sarine, 2007 (Fribourg)
- Dissidences, U.N.I.A.C., 2007 (Dijon)
- PAVLINA : Vingt années bleu passion, Éd. Tricorne, 2009 (Genève)
- Défricheurs d’imaginaire, dir. Jean-FrançoisThomas, Ed Campiche : « CamPoche », 2009 (Orbe)
- Concerto pour marées et silence, Colette Klein, 2011, 2013, 2015 et 2017 (Paris)
- Charlibre, Éd. Corps Puce, 2015 (Amiens)
- Effraction (lambeaux), Éd. L'Harmattan, 2015 (Paris)
- Fribourg vu par les écrivains, Anthologie XVIIIe-XIe s., Michel Dousse, ill. Claudio Fedrigo, BCU et Éd. de l'Aire, 2015 (Fribourg, Vevey)
- Poésie sur Seine ("Les poètes du XXIe siècle"), no 92, 2016 (Saint-Cloud)
- Fenêtre ouverte (anthologie bilingue franco-espagnole Maggy de Coster, Éd. idem 2017 (Paris)

## Distinctions
- Médaille du rayonnement culturel, Renaissance française.
- Ordre des Arts et des Lettres Chevalier des Arts et des Lettres (Ministère de la Culture).
- Prix de poésie Maïse Ploquin-Caunan 2001 de l'Académie française pour Fragile.
- Prix de l'Association des écrivains de langue française - Ville de Paris (1997) pour Monastères.
- Prix André Seveyrat de l'Association des Écrivains de Lyon.
- Prix Hélène Rivière de l'Académie rhodanienne des Lettres.
- Prix Marie Noël (remis par Michel Galabru), Santenay, 2013 pour Soleil levant.
- Prix Yolaine et Stephen Blanchard, Dijon, 2015 pour Ces douleurs mises à feu